# Pays et territoire d'outre-mer
 (Février 2020).
 (juin 2024).
Les pays et territoires d'outre-mer (PTOM) sont des dépendances et territoires d'outre-mer des États membres de l'Union européenne, qui ne font pas partie intégrante de l'Union européenne elle-même : leur statut, et les relations qu'ils entretiennent avec l'UE, sont régis au cas par cas dans le traité sur l'Union européenne (TUE). L'autonomie et les prérogatives dont chacun jouit dépendent des relations qu'ils entretiennent avec les pays auxquels ils sont liés[évasif].

## Territoires
Les pays et territoires d'outre-mer sont énumérés à l'annexe II du traité sur l'Union européenne et du traité sur le fonctionnement de l'Union européenne. En 2025, ils sont actuellement au nombre de treize :
- Dépendants du royaume de Danemark : le Groenland.
- Dépendants de la France : la Nouvelle-Calédonie et ses dépendances, la Polynésie française, Saint-Pierre-et-Miquelon, les Terres australes et antarctiques françaises, Wallis-et-Futuna et Saint-Barthélemy depuis le 1er janvier 2012[2]
- Composantes : Aruba, Curaçao, Saint-Martin, et dépendants du royaume des Pays-Bas : Bonaire, Saba, Saint-Eustache.

| - Territoire métropolitain de l'Union européenne - Régions ultrapériphériques - Pays et territoires d'outre-mer - Autres territoires spéciaux Groenland Île Clipperton Guyane Polynésie française Terres australes et · antarctiques françaises Guadeloupe Martinique Mayotte Nouvelle-Calédonie La Réunion Saint-Martin Saint-Barthélemy Saint-Pierre-et-Miquelon Wallis-et-Futuna Antilles · néerlandaises Açores Madère îles Canaries |

| - Territoire métropolitain de l'Union européenne - Régions ultrapériphériques - Pays et territoires d'outre-mer - Autres territoires spéciaux Groenland Île Clipperton Guyane Polynésie française Terres australes et · antarctiques françaises Guadeloupe Martinique Mayotte Nouvelle-Calédonie La Réunion Saint-Martin Saint-Barthélemy Saint-Pierre-et-Miquelon Wallis-et-Futuna Antilles · néerlandaises Açores Madère îles Canaries |

## Statut
Les pays et territoires d'outre-mer ne doivent pas être confondus avec les régions ultrapériphériques (RUP) qui ont un autre statut de régions d'outre-mer des pays de l'Union européenne. Leur régime juridique est défini aux articles 198 et suivants du traité sur le fonctionnement de l'Union européenne.
Les pays et territoires d'outre-mer, dont le statut a été créé dès le traité de Rome en 1957, ne font pas partie de l'Union européenne et ne sont pas membres de l'espace Schengen bien qu'ils dépendent de pays en faisant partie.
Le régime applicable à ces pays et territoires est celui d'une association renforcée avec l’Union européenne et fait l'objet de la quatrième partie du traité sur le fonctionnement de l'Union européenne (articles 198 à 204, lesquels ont remplacé en 2009 les articles 182 à 188 de l'ancien traité sur la Communauté européenne), mais ils ne rentrent pas directement dans le territoire de l'Union, au contraire des régions ultrapériphériques de l'Union européenne. Toutefois, tous les citoyens de ces pays et territoires et qui disposent de la citoyenneté d'un État membre de l'Union disposent automatiquement de la citoyenneté européenne (ils sont donc électeurs au Parlement européen et participent donc aux élections de leurs représentants nationaux ou régionaux, même si leur territoire n'est pas dans l'Union européenne mais seulement associé à elle grâce à leur statut de PTOM, et même si le droit européen ne s'impose pas à eux ou à leur territoire).
Leurs habitants possèdent en général la nationalité de l'État dont le territoire dépend.
Le droit dérivé communautaire ne s'applique pas directement aux pays et territoires d'outre-mer, mais ils peuvent bénéficier de fonds européens de développement de la Banque centrale européenne.
Bien que la législation européenne ne s'y impose pas (sauf si la législation nationale ou locale prévoit d'appliquer certaines dispositions communes), leurs citoyens nationaux disposent de la citoyenneté européenne et participent aux élections des représentants de leur pays au Parlement européen. Un arrêt de la Cour de justice de l'Union européenne a condamné les Pays-Bas qui n'accordaient pas le droit de vote aux élections européennes aux habitants d'Aruba. Ce même droit communautaire impose également aux États membres de l’Union de permettre à tous leurs citoyens de voter aux élections européennes, même lorsqu'ils résident hors de leur territoire national ou même hors du territoire de l'Union.

### Relations avec l'Union européenne
| Territoire | Relations avec l'UE                | Dans l'Union ? | Application du droit de l’Union | Exécutoire devant les tribunaux | Euratom                 | Citoyenneté de l'Union | Élections du Parlement | Espace Schengen | Espace TVA | Territoire douanier de l’Union | Marché commun européen | Zone euro                |
| --- | ---------------------------------- | -------------- | ------------------------------- | ------------------------------- | ----------------------- | ---------------------- | ---------------------- | --------------- | ---------- | ------------------------------ | ---------------------- | ------------------------ |
| Drapeau du Groenland                                                                                                   | Groenland                          | Non            | Application minimale (PTOM)     | Oui                             | Non                     | Oui                    | Non                    | Non             | Non        | Non                            | Application partielle  | Non (DKK liée au MCE II) |
| Drapeau de Saint-Barthélemy                                                                                            | Saint-Barthélemy                   | Non            | Application minimale (PTOM)     | Oui                             | Oui                     | Oui                    | Oui                    | Non             | Non        | Non                            | Application partielle  | Oui                      |
| Drapeau de Saint-Pierre-et-Miquelon                                                                                    | Saint-Pierre-et-Miquelon           | Non            | Application minimale (PTOM)     | Oui                             | Oui                     | Oui                    | Oui                    | Non             | Non        | Non                            | Application partielle  | Oui                      |
| Drapeau de Wallis-et-Futuna                                                                                            | Wallis-et-Futuna                   | Non            | Application minimale (PTOM)     | Oui                             | Oui                     | Oui                    | Oui                    | Non             | Non        | Non                            | Application partielle  | Non (XPF lié à l'EUR)    |
| Drapeau de la Polynésie française                                                                                      | Polynésie française                | Non            | Application minimale (PTOM)     | Oui                             | Oui                     | Oui                    | Oui                    | Non             | Non        | Non                            | Application partielle  | Non (XPF lié à l'EUR)    |
| Drapeaux de la Nouvelle-Calédonie                                                                                      | Nouvelle-Calédonie                 | Non            | Application minimale (PTOM)     | Oui                             | Oui                     | Oui                    | Oui                    | Non             | Non        | Non                            | Application partielle  | Non (XPF lié à l'EUR)    |
| Drapeau d'Aruba | Aruba                              | Non            | Application minimale (PTOM)     | Non                             | Application incertaine, | Oui                    | Oui                    | Non             | Non        | Non                            | Application partielle  | Non (AWG)                |
| Drapeau des Pays-Bas                                                                                                   | Bonaire – Saint-Eustache – Saba    | Non            | Application minimale (PTOM)     | Non                             | Non                     | Oui                    | Oui                    | Non             | Non        | Non                            | Application partielle  | Non (USD)                |
| Drapeau de Curaçao | Curaçao                            | Non            | Application minimale (PTOM)     | Non                             | Non                     | Oui                    | Oui                    | Non             | Non        | Non                            | Application partielle  | Non (ANG)                |
| Drapeau de Saint-Martin (royaume des Pays-Bas)                                                                         | Saint-Martin (partie néerlandaise) | Non            | Application minimale (PTOM)     | Non                             | Non                     | Oui                    | Oui                    | Non             | Non        | Non                            | Application partielle  | Non (ANG)                |
| Légende : - [Application totale] - [Application avec des exemptions ou partielle] - [Application minimale voire nulle] |                                    |                |                                 |                                 |                         |                        |                        |                 |            |                                |                        |                          |